# Erica planifolia
Erica planifolia är en ljungväxtart som beskrevs av Carl von Linné. Erica planifolia ingår i släktet klockljungssläktet, och familjen ljungväxter. Utöver nominatformen finns också underarten E. p. calycina.

## Bildgalleri

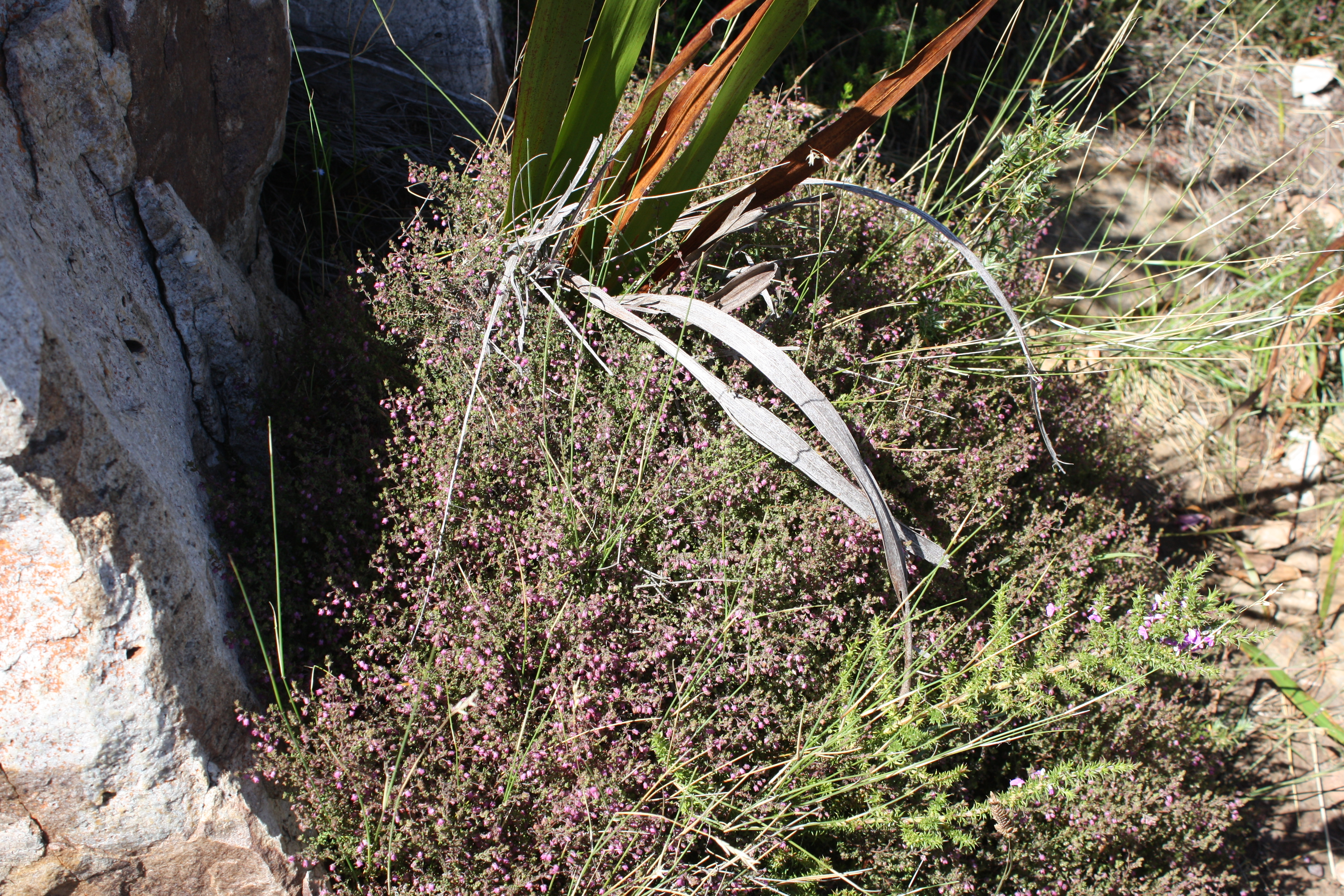